# 田上健一 (建築家)
田上 健一（たのうえ けんいち、1966年 - ）は、日本の建築家。九州大学芸術工学部環境設計学科教授。

## 略歴
1966年、熊本県生まれ。熊本高校、筑波大学、マンチェスター大学大学院修了。株式会社日本設計に入社。主にプロポーザルを担当。
琉球大学工学部環境建設工学科助手、九州大学大学院芸術工学研究院デザインストラテジー部門准教授を経て、現在環境デザイン部門教授。専門は建築計画・建築設計・都市地域デザイン。
博士（工学）(東京大学)、一級建築士、技術士建設部門(都市及び地方計画）。

## 主な受賞歴等
- 2018年　九州建築賞・佳作作品賞（那珂川町移住交流促進センター SUMITSUKE）
- 2014年　九州建築賞・奨励作品賞（日の里中学校）
- 2012年　第28回住まいのリフォームコンクール・優秀賞（分界稜の家）
- 2009年　グッドデザイン賞
- 2009年　九州建築賞・奨励作品賞（回折の家）
- 2008年　九州建築賞・奨励作品賞（緒方消化器内科）
- 2008年　豊の国木造建築賞
- 2008年　熊本鉄骨建築作品賞
- 2006年　日本建築学会奨励賞（論文）